# Notes de camp
Les notes de camp es refereixen a diverses notes gravades per científics, durant o després de la seva observació d'un fenomen específic que estan estudiant. Les notes de camp són especialment valorades en ciències descriptives com ara l'etnografia, la biologia, la geologia i l'arqueologia, cadascuna de les quals té una llarga tradició en aquest camp.
Emerson (1995) defineix les notes de camp en l'etnografia (un terme que es refereix en general a l'escriptura descriptiva en antropologia, i també per al subcamp de la sociologia) com notes que descriuen experiències i observacions que l'investigador ha fet durant la seva participació d'una manera intensa i involucrada. Una font clau, que conté materials de cas sobre exemple d'escriptura de notes de camp, sobre la relació entre les notes de camp i la memòria, i sobre les interconnexions entre els processos d'investigació de camp, notes de camp i d'un treball de camp etnogràfic posterior, és la col·lecció de 1990 editada per Roger Sanjek Fieldnotes: The Making of Anthropology.
Les notes de camp són un dels mitjans emprats pels investigadors qualitatius que tenen com a principal objectiu de qualsevol investigació tractar de comprendre les veritables perspectives de la matèria objecte d'estudi. Les notes de camp permeten a l'investigador accedir al tema i gravar el que observen d'una forma discreta.
No obstant això, un desavantatge important és que les notes de camp es registren per un observador i estan subjectes a (a) la memòria i (b) possiblement, el biaix conscient o inconscient de l'observador.

### Exemple de notes de camp
- Fotodiari d'un treball de camp en dansa basca.
- FieldNotes: Notes on the Anthropology of British Columbia Arxivat 2014-05-27 a Wayback Machine.